# Superpuchar Polski w piłce siatkowej kobiet

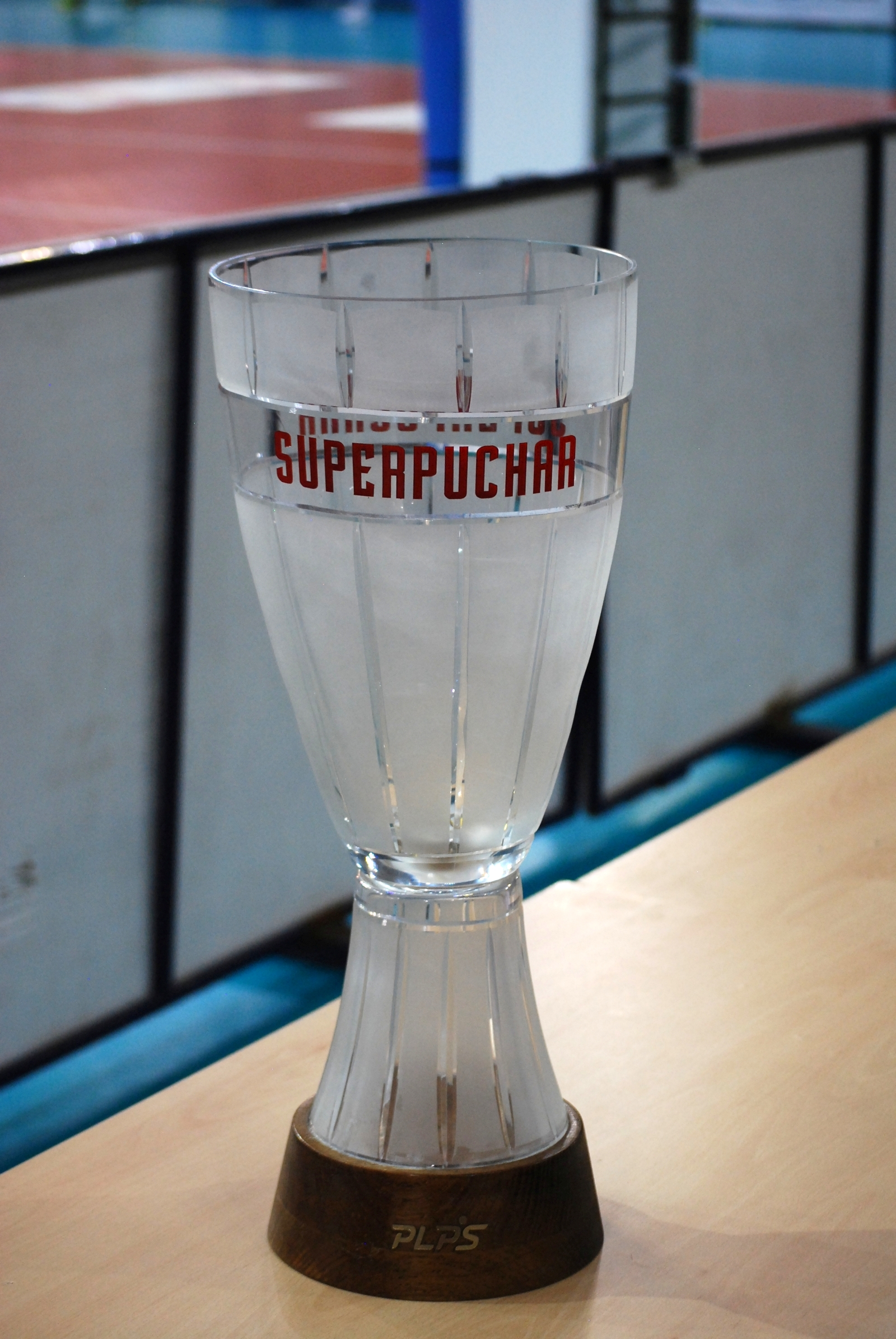
Superpuchar Polski

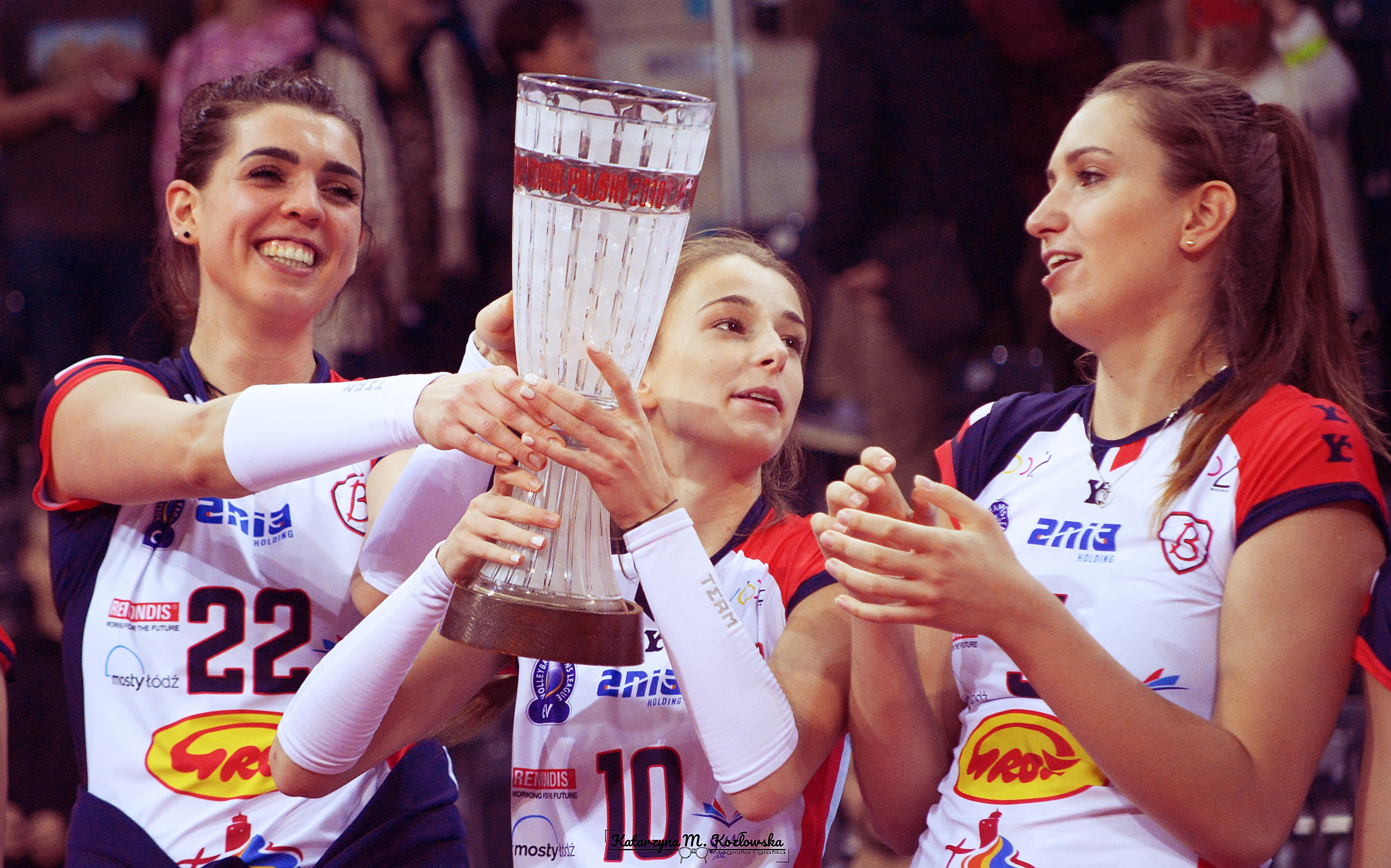
Grot Budowlani Łódź zwycięzcą Superpucharu Polski 2018, na zdjęciu od lewej: Koleta Łyszkiewicz, Justyna Kędziora, Małgorzata Śmieszek (Lisiak)

Superpuchar Polski w piłce siatkowej kobiet – mecz siatkarski, organizowany przez Polska Liga Siatkówki SA, rozgrywany na początku danego sezonu, w którym udział biorą: aktualne Mistrzynie Polski oraz zdobywczynie Pucharu Polski w poprzednim sezonie (jeżeli ta sama drużyna wywalczyła oba tytuły - jej przeciwnikiem zostaje finalista Pucharu Polski). Inicjatorem i pomysłodawcą zmagań był Ryszard Frąckowiak z Szamotuł (działacz siatkarski i członek Zarządu WZPS) oraz ojciec siatkarki Joanny Frąckowiak). Pierwszą edycję rozegrano u progu sezonu 2005/06.

## Historia
| Rok  | Miejsce spotkania       | Mistrzynie Polski               | Zdobywczynie Pucharu Polski      | Wynik                                   |
| ---- | ----------------------- | ------------------------------- | -------------------------------- | --------------------------------------- |
| 2005 | Szamotuły               | Grześki Kalisz                  | Centrostal Focus Park Bydgoszcz  | 2:3 (13:25, 21:25, 25:19, 25:21, 14:16) |
| 2006 | Szamotuły               | Muszynianka Fakro Muszyna       | BKS Aluprof Bielsko-Biała        | 0:3 (8:25, 18:25, 20:25)                |
| 2007 | Szamotuły               | Winiary Bakalland Kalisz P      | BKS Aluprof Bielsko-Biała FP     | 3:0 (25:16, 25:19, 25:20)               |
| 2008 | Szamotuły               | MKS Muszynianka Fakro Muszyna   | PTPS Farmutil Piła               | 2:3 (16:25, 25:19, 13:25, 25:18, 7:15)  |
| 2009 | Szamotuły               | MKS Muszynianka Fakro Muszyna   | BKS Aluprof Bielsko-Biała        | 3:0 (27:25, 25:21, 25:13)               |
| 2010 | Szamotuły               | BKS Aluprof Bielsko-Biała       | Organika Budowlani Łódź          | 3:1 (25:23, 23:25, 25:17, 25:18)        |
| 2011 | Szamotuły               | MKS Muszynianka Fakro Muszyna P | BKS Aluprof Bielsko-Biała FP     | 3:0 (25:21, 26:24, 25:19)               |
| 2012 | Szamotuły               | Atom Trefl Sopot                | Tauron MKS Dąbrowa Górnicza      | 0:3 (24:26, 25:27, 12:25)               |
| 2013 | Szamotuły               | Atom Trefl Sopot                | Tauron MKS Dąbrowa Górnicza      | 0:3 (19:25, 23:25, 15:25)               |
| 2014 | Szamotuły               | Chemik Police P                 | MKS Muszynianka Fakro Muszyna FP | 3:1 (25:20, 18:25, 25:20, 25:23)        |
| 2015 | Zawiercie               | Chemik Police FP                | Atom Trefl Sopot                 | 3:0 (25:19, 25:20, 25:15)               |
| 2016 | nie rozgrywano          | nie rozgrywano                  | nie rozgrywano                   | nie rozgrywano                          |
| 2017 | Dąbrowa Górnicza        | Chemik Police P                 | Grot Budowlani Łódź FP           | 1:3 (20:25, 25:19, 21:25, 26:28)        |
| 2018 | Łódź                    | Chemik Police                   | Grot Budowlani Łódź              | 2:3 (21:25, 25:20, 25:20, 18:25, 9:15)  |
| 2019 | Kalisz                  | ŁKS Commercecon Łódź            | Grupa Azoty Chemik Police        | 0:3 (21:25, 18:25, 19:25)               |
| 2020 | Lublin                  | Grupa Azoty Chemik Police P     | Grot Budowlani Łódź              | 1:3 (25:21, 19:25, 23:25, 22:25)        |
| 2021 | Lublin                  | Grupa Azoty Chemik Police P     | KS DevelopRes Rzeszów FP         | 2:3 (12:25, 21:25, 25:21, 25:23, 12:15) |
| 2022 | Szczecin                | Grupa Azoty Chemik Police       | KS DevelopRes Rzeszów            | 2:3 (25:22, 26:24, 16:25, 18:25, 10:15) |
| 2023 | Łódź                    | ŁKS Commercecon Łódź FP         | Grupa Azoty Chemik Police        | 1:3 (20:25, 25:20, 20:25, 17:25)        |
| 2024 | Ostrowiec Świętokrzyski | Lotto Chemik Police             | BKS Bostik ZGO Bielsko-Biała     | 0:3 (13:25, 16:25, 21:25)               |

Legenda:
- zdobywca Superpucharu podany jest czcionką wytłuszczoną
- symbol P (stosowany tylko przy drużynach mistrza Polski) oznacza, że dana drużyna zdobyła w poprzednim sezonie mistrzostwo i Puchar Polski
- symbol FP oznacza, że dana drużyna była finalistą Pucharu Polski w poprzednim sezonie

## Bilans klubów
| Lp. | Klub                            |   |   | Razem |
| --- | ------------------------------- | - | - | ----- |
| 1.  | Chemik Police                   | 4 | 6 | 10    |
| 2.  | BKS Stal Bielsko-Biała          | 3 | 3 | 6     |
| 3.  | Budowlani Łódź                  | 3 | 1 | 4     |
| 4.  | Muszynianka Fakro Muszyna       | 2 | 3 | 5     |
| 5.  | Tauron MKS Dąbrowa Górnicza     | 2 | - | 2     |
| =   | KS DevelopRes Rzeszów           | 2 | - | 2     |
| 7.  | Winiary Kalisz                  | 1 | 1 | 2     |
| 8.  | Centrostal Focus Park Bydgoszcz | 1 | - | 1     |
| =   | PTPS Farmutil Piła              | 1 | - | 1     |
| 10. | Atom Trefl Sopot                | - | 3 | 3     |
| 11. | ŁKS Commercecon Łódź            | - | 2 | 2     |